# Buster rutscht ins Filmland
Buster rutscht ins Filmland (Originaltitel: Free and Easy) ist eine US-amerikanische Filmkomödie aus dem Jahr 1930 von Edward Sedgwick mit Buster Keaton und Anita Page in den Hauptrollen. Der Pre-Code-Film wurde von Metro-Goldwyn-Mayer produziert.

## Handlung
Elmer Butts, der chaotische Manager von Elvira Plunkett, der Gewinnerin eines Schönheitswettbewerbs in Kansas, will sie nach Hollywood bringen und ihr einen Durchbruch im Filmgeschäft verschaffen. Bei einer Filmpremiere im Graumans Chinese Theatre werden sie mit Filmstars konfrontiert.
Elmer dringt einige Zeit später durch das Studiotor auf das Studiogelände ein. Es kommt zu einer turbulenten Verfolgungsjagd durch verschiedene Studiosets, in denen verschiedene Schauspieler arbeiten. Schließlich bekommt er einen Job als Statist, was zu verschiedenen chaotischen Komplikationen führt. Elvira verliebt sich in Larry Mitchell, einen Filmhelden, während Elmer einen Studiovertrag erhält und im Finale der Musicalkomödie „Free and Easy“ auftritt.

## Hintergrund
Gedreht wurde der Film in den MGM-Studios in Universal City.
Für Buster Keaton war es die erste Sprechrolle in einem Film. Der Film wurde zugleich in einer spanischen und einer französischen Version mit den Titeln „Estrellados“ bzw. „Le Metteur on Scene“ gedreht. Die Dialoge der französischen Version wurden herausgeschnitten und durch Zwischentitel ersetzt.
Cedric Gibbons oblag die künstlerische Leitung. Verantwortlicher Toningenieur war Douglas Shearer. Neben seiner Rolle arbeitete Edward Brophy zudem als Produktionsmanager, George Hurrell als Standfotograf. Sammy Lee choreografierte die Tanznummern und wurde dabei von Ann Dvorak assistiert.
Die Songs The Free and Easy und It Must Be You stammten von Roy Turk und Fred E. Ahlert.

## Veröffentlichung
Die Premiere des Films fand am 22. März 1930 statt. Im Deutschen Reich kam er am 14. September 1931 in die Kinos.

## Kritiken
Der Filmkritiken-Aggregator Rotten Tomatoes hat in einer Auswertung von über 250 User-Kritiken ein Publikumsergebnis von 17 Prozent positiver Bewertungen ermittelt.
Mordaunt Hall von der The New York Times befand, in einer Extravaganz mit einigen urkomischen Episoden und anderen, die nur mäßig amüsant seien, reihe sich Buster Keaton, der stille Stoiker vergangener Tage, in die Reihen der sprechenden Filmschauspieler ein. Es sei eine Freude zu berichten, dass seine Stimme in diesem Film vollkommen zu seiner einzigartigen Persönlichkeit passe. Seine hörbare Darbietung sei genauso lustig wie seine Mätzchen in stummen Darbietungen.